# Водопровід (зупинний пункт)
Водопрові́д — пасажирський залізничний зупинний пункт Луганської дирекції Донецької залізниці.
Розташований поблизу смт Донецький, Кіровська міська рада, Луганської області на лінії Родакове — Сіверськ між станціями Сентянівка (6 км) та Світланове (23 км).
Через військову агресію Росії на сході Україні транспортне сполучення припинене.